# 番禾郡
番禾郡，中国古代的郡。
十六国后凉置，治所在番禾县（今甘肃省永昌县）。辖境相当今甘肃省永昌县一带。北魏时改番和郡。 